# Journée internationale de la langue basque
La Journée internationale de la langue basque  (Euskararen Nazioarteko Eguna en basque) fut instaurée en 1949 par la Société d'études basques. Elle a pour objectif de proclamer l'universalité de la langue basque.
La Journée internationale de la langue basque est fêtée tous les 3 décembre, date de la mort du missionnaire jésuite basco-navarrais François Xavier.
En 1995, le Gouvernement basque et de l'Académie de la langue basque, ont dans un accord commun, institutionnalisé la Journée internationale de la langue basque.
Le logo de l'ENE, conçu par l'artiste basque Nestor Basterretxea en 2005, est le symbole de l'identité de cet évènement annuel.